# 小吃

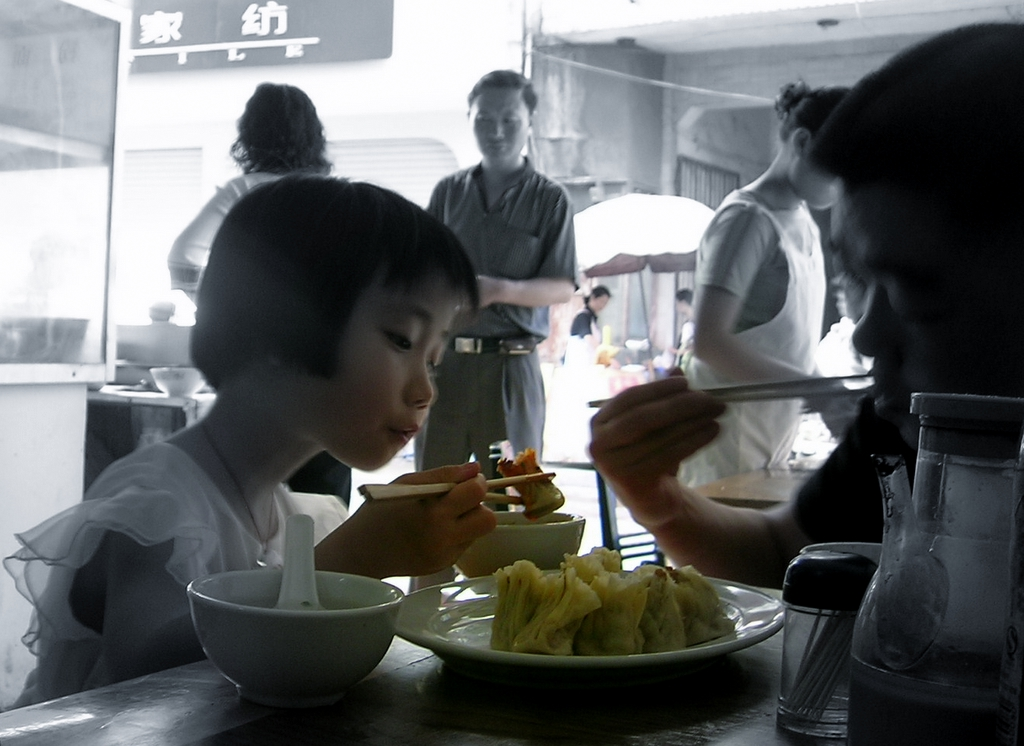
華北風格麵食小吃店

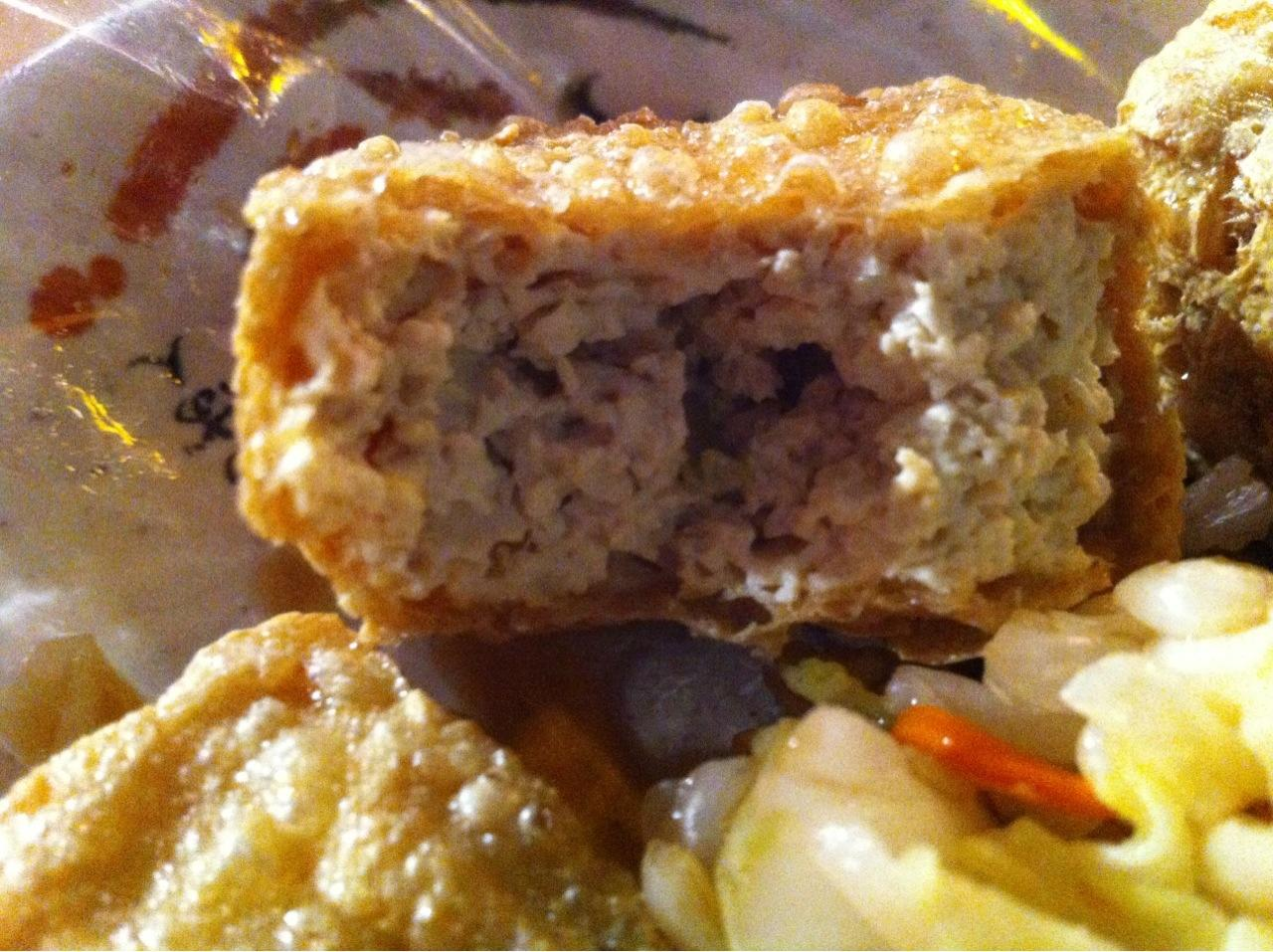
臭豆腐

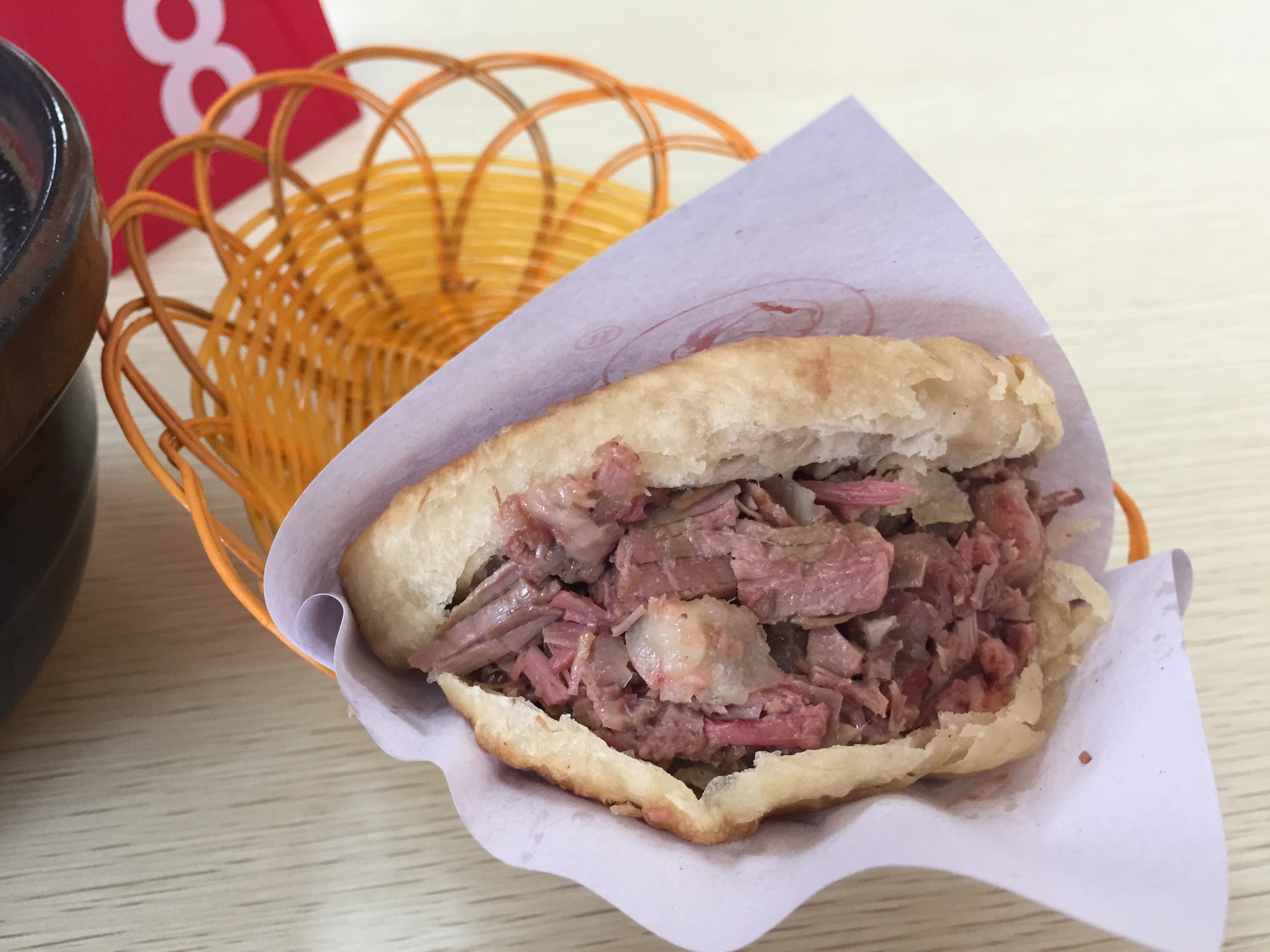
保定式驴肉火烧

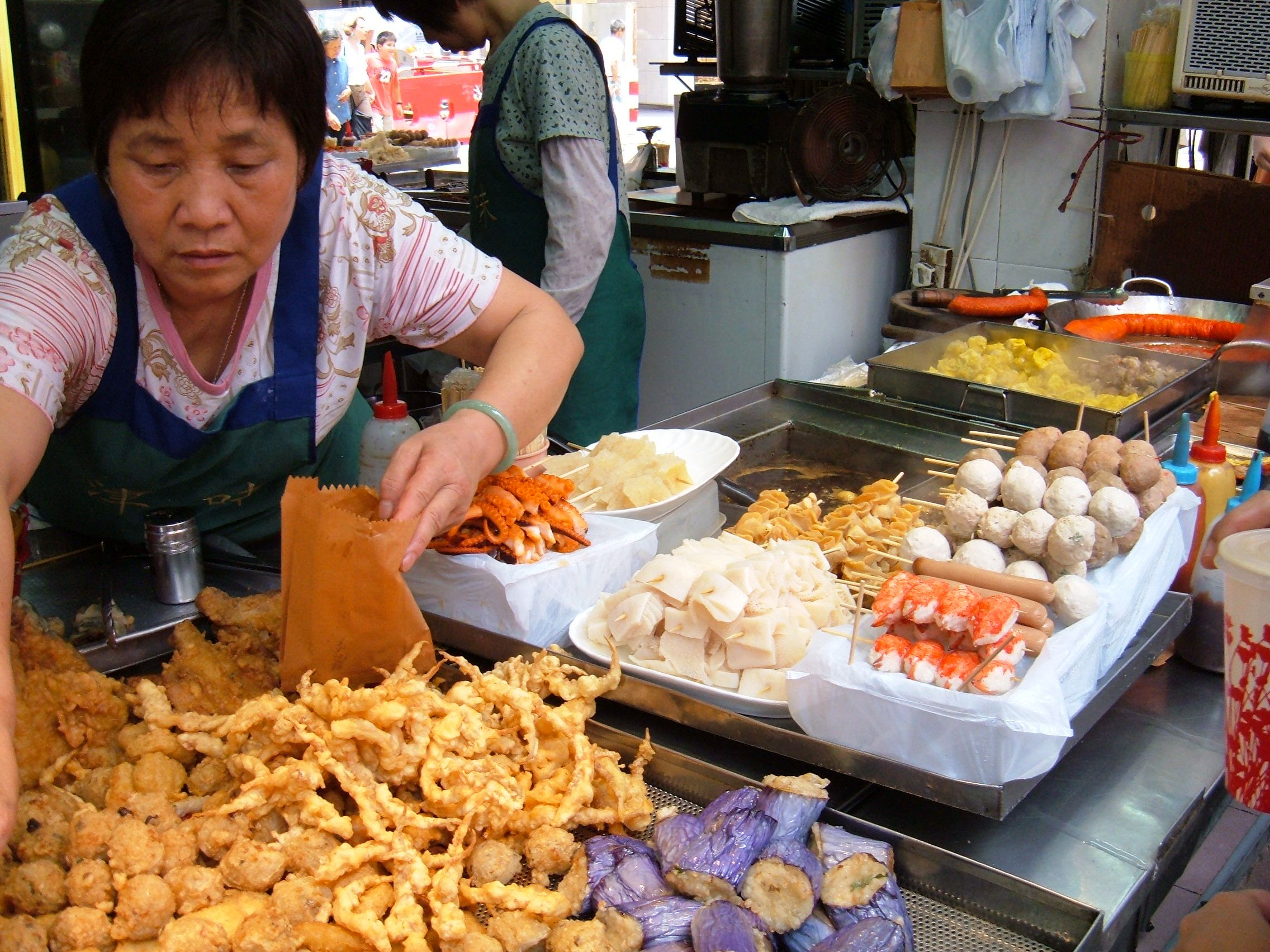
香港銅鑼灣的街上小食

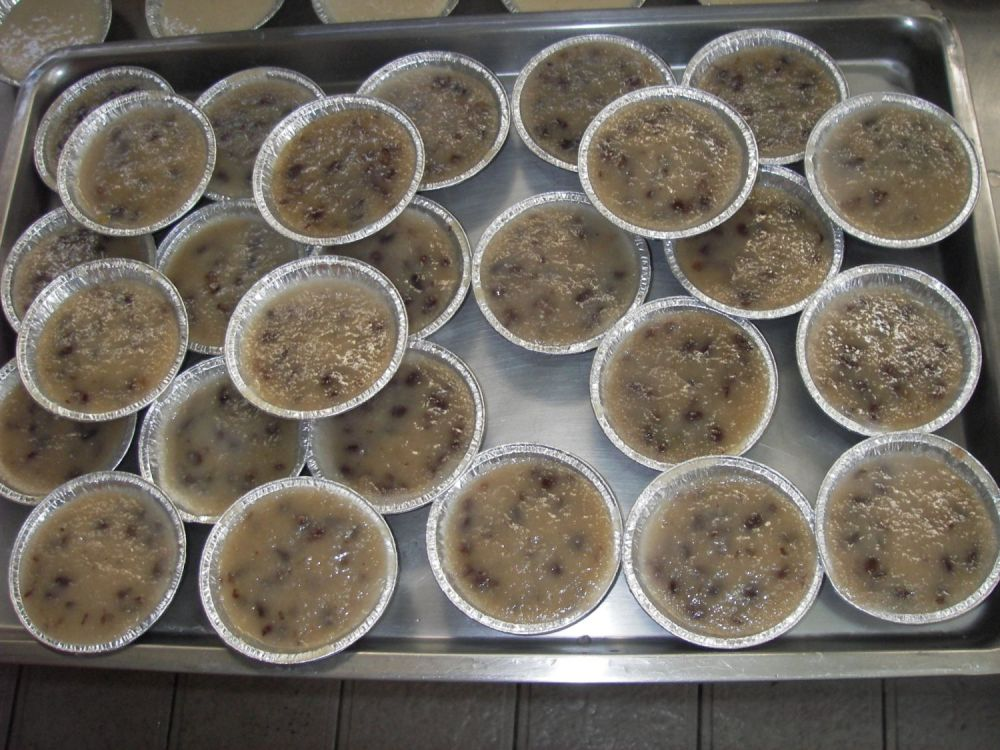
鹹甜粿

小吃（英語：Snack），在福建、香港等地稱為小食，在台灣台語中稱為小點（臺羅：sió-tiám），是一类在口味上具有特定风格特色食品的总称，可以作为宴席间的点缀，或者早点、夜宵的主要食品。世界各地都有當地特殊的风味小吃，其各自鲜明的特色往往成为當地觀光行銷的重點，也是游子对于家乡思念的寄托对象。小吃單价多不高，一般人都可以买得起。
有的小吃講求制作需时短或可以耐久储存，随吃随取，不必像烹调主餐那麽费事。有的中式小吃由于取材普遍，很快流行到其他地区；但有的小吃由于口味独特或只用本地材料，只能局限在一个地区。现代由于人口流动大，材料运输方便，许多原来局限在一个地区的小吃，迅速向各地扩散。著名小吃則靠著口耳相傳而與大眾文化緊密交纏，甚至可能成為當地代表的飲食。
然而，小吃發展到現在，在部份地區已經有了另外一種的意涵。雖然一樣是講究採用當地新鮮的食材，但是製作方法繁複、作工講究，比講究填飽肚子的主餐更為繁瑣。這種小吃，已經是一種在地的飲食文化，絕非只是在三餐之間填飽肚子，追求不餓肚子的層次。

## 起因
小吃就地取材，通常能够突出反映当地的物质及社会生活风貌。中国上海地区高桥松饼的例子则表明，工业化进程中状大的工人、市民阶层的早餐需求，促进了各类小吃在餐饮业中的商品化。现代人吃小吃通常不全为了要吃饱，而是因为嘴馋。旅游者吃小吃除了品尝异地风味以外，还可以藉此了解当地风情。有的人胃口小，或由于某些疾病一次不能吃得太多，三餐不足以供应必要的营养，在主餐外需要以小吃零食补充。

## 影响
小吃代表着人类文化生活的精致化。随着经济发展，人类生活水平提高，吃在日常生活中占的比例越来越小，再加上工作紧张，人们开始厌弃正餐青睐小吃。因为小吃不必讲究礼仪，随时方便地解决饥饿问题。但由于小吃的营养不全面，得来方便，可以随时取用，很容易造成食用过量，所以小吃可能也是造成现在肥胖比较普及的一种原因。

## 其他
- 零食
- 糕點
- 點心
- 甜點
- 名產
- 北港東陽肉羹
- 伴手禮
- 特產
- 特產品

## 另見
- 小吃店